# LifeType
LifeType  — відкрита блогова платформа, з можливістю введення одного блогу декількома користувачами. Написаний мовою програмування PHP з використанням бази даних MySQL. Ліцензія — GNU General Public License. Основною метою проєкту є створення гнучкої блогової платформи. У наш час LifeType підтримує можливість створення декількох блогів та користувачів під час однієї інсталяції. Локалізація є основою блогу та дозволяє користувачам створювати та вести блог рідною мовою. Зокрема сьогодні пакет можна встановити англійською, німецькою, російською та українською мовами. LifeType також дбає про зручність. Завдяки майстрові встановлення, користувач може швидко створити власний блог, при цьому не вносячи жодних змін в конфігураційні файли.
Особливості:
- Швидка інсталяція
- Можливість створення декількох блогів під час однієї інсталяції
- Введення одного блогу декількома користувачами
- Дружній інтерфейс
- Антиспам фільтр (bayesian антиспам-фільтр, перевірка трекбеків та модерація коментарів)
- Доступна локалізація
- Створення піддоменів
- Зручний інтерфейс XMLRPC для віддаленого керування публікаціями
- Мобільність

## Історія розвитку проєкту
Проєкт LifeType стартував в лютому 2003 році, коли в його засновника Оскара Реналіас (Oscar Renalias) виникла потреба в написанні динамічних скриптів для власної вебсторінки в Інтернеті. Не підозрюючи на цей момент про існування блогів, Оскар Реналіас написав подібні скрипти. Через декілька тижнів Франческ (Francesc), ще один засновник LifeType, запропонував створити блогову систему з підтримкою користувачів. Ця ідея виявилася вдалою і 2 вересня 2003 року вийшов pLog 0.1, який вже тоді мав ряд переваг: підтримка необмеженої кількості користувачів на одному блозі, можливість створити декілька блогів на одній блоговій системі, можливість змінювати темплейти, локалізація та розширення функціональності через плагіни.
pLog 0.2 вийшов у світ 9 жовтня 2003 року і включав в себе такі можливості, як пошук, налаштування URL, також було оптимізовано код, для пришвидшення роботи блогової системи, змінено інтерфейс для адміністратора блогу. На цьому етапі користувачі зацікавилися проєктом, і коли в березні 2004 році вийшов pLog 0.3, його завантажило стільки користувачів, що жодна інша версія, ще досі не побила рекорд pLog/LifeType. В pLog 0.3 вели поняття «Ресурси» та інтеграція мультимедійних файлів із публікаціями, також додали RSS парсер і антиспам-фільтр.
LifeType 1.0 вийшов у квітні 2005 року, LifeType 1.0.6 завершив розвиток гілки 1.0.x. LifeType 1.0 разом із модернізованим інтерфейсом та новими можливостями для користувачів започаткував нову еру LifeType. Lifetype 1.2 вийшов 20 березня 2007 року з такими особливостями, як розширення прав користувачів, розширення можливостей із мультимедійними файлами та графікою. На сьогодні стабільною версією є LifeType 1.2.8

## Причина зміни назви pLog на LifeType
Річ у тому, що Amazon.com зареєстрував торговельну марку «plog» значно раніше, ніж з'явився цей проєкт. Саме через цю причину LifeType змушений був змінити назву проєкту